# Harutyunagomer
Qızılqaya
Harutyunagomer (en arménien Հարությունագոմեր, en azéri Qızılqaya) est une communauté rurale de la région de Martakert, au Haut-Karabagh. Elle compte 400 habitants en 2005.